# クリストファー・プール
クリストファー・プール（英語: Christopher Poole、1988年 - ）は、アメリカの起業家で、英語圏最大の匿名画像掲示板群「4chan」初代管理人。彼は2つのウェブサイト、4chanとCanvasを創設したことで最もよく知られている。また彼は4chanでは「moot」というハンドルネームを名乗っていた。2009年には米Time紙の「世界で最も影響力のある100人」に選ばれている。
2014年9月、4chanでゲーマーゲート集団嫌がらせ事件の話題を禁止したことにより数多くの嫌がらせを受けたため、2015年1月に4chanの管理人を引退した。その後は2ちゃんねる創設者の西村博之がサイトを引き継いでいる。2016年よりmootはGoogleのソーシャルメディア部門で勤務していた。また2018年からは東京に拠点を置く同社のGoogleマップ部門に在籍していた。
2021年4月、Googleを退社したことがCNBCで報道されたが、理由は明らかにされていない。